# Fuerzas Armadas de Uruguay
Las Fuerzas Armadas de Uruguay son la entidad perteneciente al  Ministerio de Defensa que agrupa el Ejército Nacional, la Armada y la Fuerza Aérea. Conforme a la Constitución uruguaya, tienen la misión de cumplir los requerimientos de la Defensa Nacional, a fin de salvaguardar la soberanía, la independencia y la integridad territorial del país, así como proteger los recursos estratégicos y contribuir al mantenimiento de la paz interna.
Estas tres ramas están constitucionalmente subordinadas al Presidente de Uruguay, quien ejerce el mando supremo a través del Ministro de Defensa Nacional. El mando operativo de las fuerzas recae en el Jefe del Estado Mayor de la Defensa.

## Historia
Históricamente, se considera que el ejército uruguayo tiene su bautismo de fuego en 1811, al comenzar el proceso emancipador del Reino de España; el prócer nacional, José Artigas, tuvo un papel decisivo en tales instancias. 
También en esa etapa (hacia 1817) nace el embrión de lo que luego sería la Armada Nacional uruguaya.
Durante todo el siglo XIX, la presencia militar en la vida nacional fue intensa, con varios presidentes procedentes del medio castrense: Fructuoso Rivera, Manuel Oribe, Venancio Flores, Lorenzo Batlle, Lorenzo Latorre, Máximo Santos, y Máximo Tajes.
Entre el fin del siglo XIX y los últimos años de la década de 1960, los civiles dominan la política y los militares pasan a segundo plano. La acción del presidente José Batlle y Ordóñez evita la consolidación de cualquier forma de poderío territorial de los militares.
La Constitución de 1918 limitó enormemente la participación política de los militares, puesto que en su noveno artículo dispuso la prohibición de formar parte de actividades políticas, como asistir a clubes, suscribir manifiestos y "cualquier otro acto público de carácter político", a excepción del sufragio. Incluso, durante los golpes de Estado de 1933 y 1942, las fuerzas armadas permanecieron leales al presidente titular de turno, sin intervenir en esos episodios de quiebre institucional.
En la década de 1970, las Fuerzas Armadas intervinieron en el combate a la guerrilla del Movimiento de Liberación Nacional-Tupamaros, lo que provocó su involucramiento en la política,  conllevando, a su vez, a la dictadura militar que gobernaría el país entre 1973 y 1985. Con la transición democrática, volvieron a un cumplimiento de las disposiciones constitucionales. 
El 16 de julio de 2019, la Asamblea General aprueba la reforma a la ley orgánica militar, identificada con el número 19.775 con el objetivo establecer los principios y disposiciones que rigen la composición, jurisdicción, organización, misiones, personal y logística de las mismas.

## Organización
Las fuerzas armadas del Uruguay están formadas por las siguientes ramas:
- Ejército Nacional

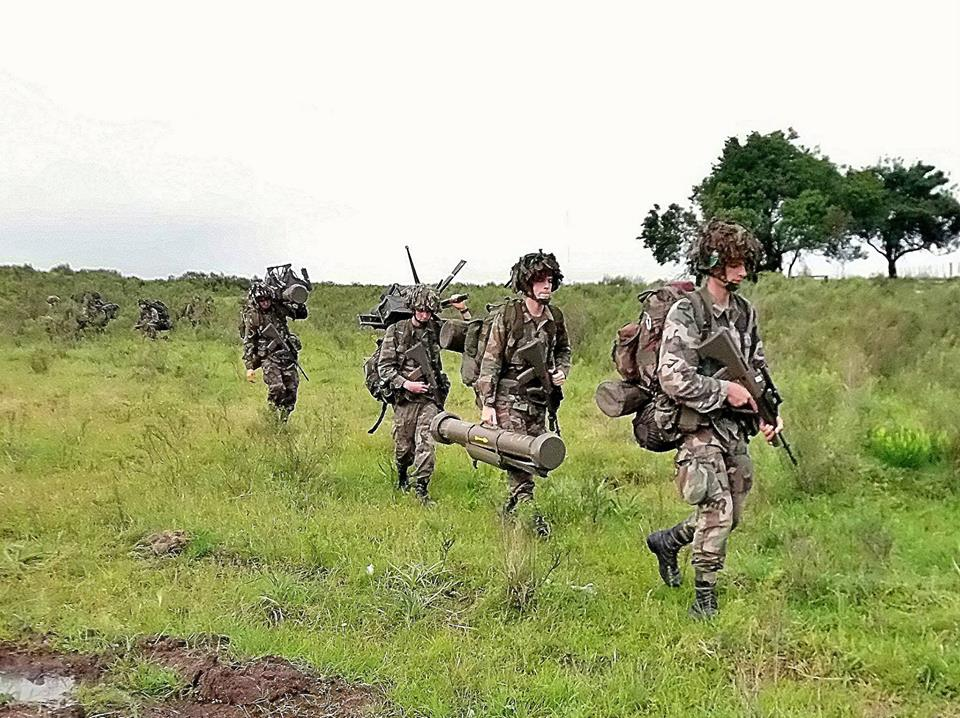
Soldados uruguayos portando un sistema de misil antitanques MILAN, año 2014.

El Ejército consta de unos 15.190 efectivos organizados en cuatro divisiones y su Reserva General.
Está equipado con 15 carros de combate principal israelíes Ti-67 (T-55), 17 tanques ligeros M24 y 46 tanques ligeros M41A1 Walker Bulldog, 24 vehículos blindados de transporte de personal (TBP) M113A1, 15 vehículos de combate de infantería checos BMP-1 y 130 APC OT-64 SKOT, 55 Cóndor UR-425 alemanes, 15 vehículos blindados brasileños EE-9 Cascavel y 16 EE-3 Jararaca. En 2008, Uruguay también adquirió 44 TBP 6x6 de fabricación canadiense rehabilitados por FAMAE en Chile tras su retirada del Ejército canadiense, recibiendo un segundo lote de 100 de Grizzlys y 5 Huskys, la versión de recuperación. Cuenta con 4 conjuntos de lanzacohetes múltiples RM-70. El ejército opera con 40 vehículos todoterreno Land Rover Defender 110SW, y pretende comprar entre 30 y 40 más.
El actual fusil de asalto utilizado por el ejército es Steyr AUG austriaco sustituyendo a la versión de fabricación argentina por la Dirección General de Fabricaciones Militares del FN FAL belga tras un concurso de licitación en 2007 y 2008. Además, ya se utilizan unos 300 AK-101 rusos para cascos azules, y el Batallón de Infantería Paracaidista N.º 14 y el Batallón de Infantería Blindado N.º 13, emplea exclusivamente el fusil HK G36 alemán.
El Ejército recibirá pistolas Glock 17 para sustituir a sus antiguas pistolas Browning Hi-Power.
OID, una empresa iraní, participó en la licitación para sustituir el FN FAL por su KH-2002; pero como existe un embargo de la ONU que prohíbe las exportaciones de armas desde Irán, la empresa intentó pasar de contrabando las 15.000 balas de prueba a través de Venezuela. Esto fracasó y dio lugar a una investigación.
Las fuerzas especiales uruguayas disponen ahora de un fusil de francotirador autóctono del calibre 50 BMG llamado Peregrino FS50. Se trata de un fusil de cerrojo de un solo tiro que se desarrolló en Uruguay durante unos dos años.
El Ejército uruguayo se planteó adquirir el Panzerfaust 3 o el RPG-7 como armas antitanque de corto alcance. La adquisición de los mismos se canceló por falta de fondos.
- Armada Nacional

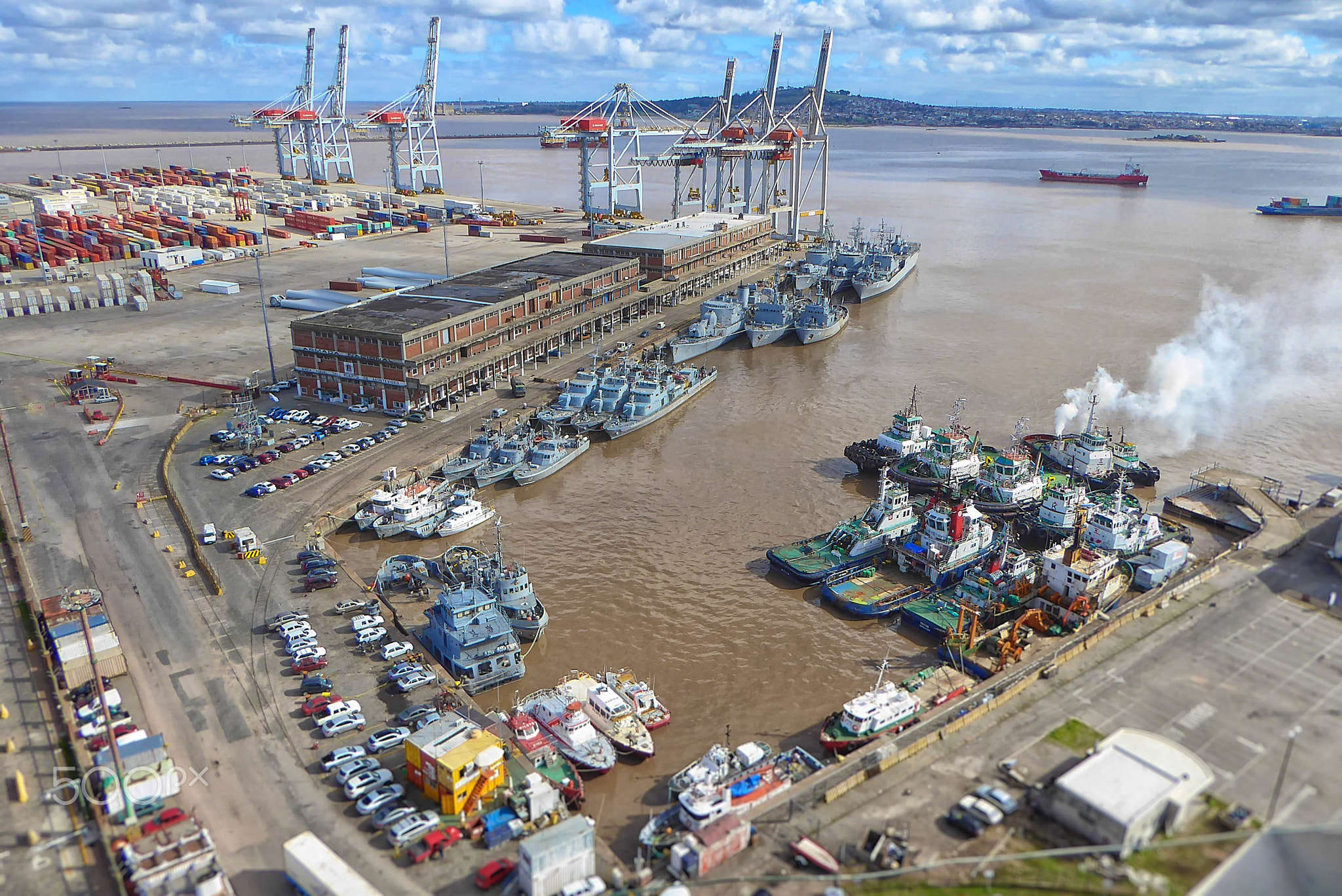
Vista aérea de parte del puerto de Montevideo con varios buques de la Armada de Uruguay, año 2016.

La Armada cuenta con unos 4.600 efectivos bajo el mando del almirante Jorge Wilson y está organizada en cuatro mandos: el Comando de la Flota (COMFLO), la Prefectura Nacional Naval (PRENA), la Dirección General de Material Naval (DIMAT) y la Dirección General de Personal Naval (DIPER). El Estado Mayor General de la Armada (ESMAY) actúa como órgano asesor del almirante.
La flota actual está compuesta , 1 buque auxiliar de reabastecimiento de petróleo ex alemán de la clase Lüneburg, 3 patrulleros de la clase Vigilante y 2 de la clase Castrates, 3 dragaminas ex alemanes de la clase Kondor II, 3 clases protector y otras embarcaciones menores.
La Armada también incluye un Cuerpo de Fusileros Navales del tamaño de un batallón y 2 Bases aeronavales.
La Escuela Naval uruguaya (ESNAL) se encuentra en Carrasco, un suburbio de Montevideo. La enseñanza consiste en un curso de cuatro años que culmina con un crucero en el buque de instrucción ROU Capitán Miranda, que dura varias semanas y lleva a los graduados a varios puertos del mundo.
- Fuerza Aérea Uruguaya

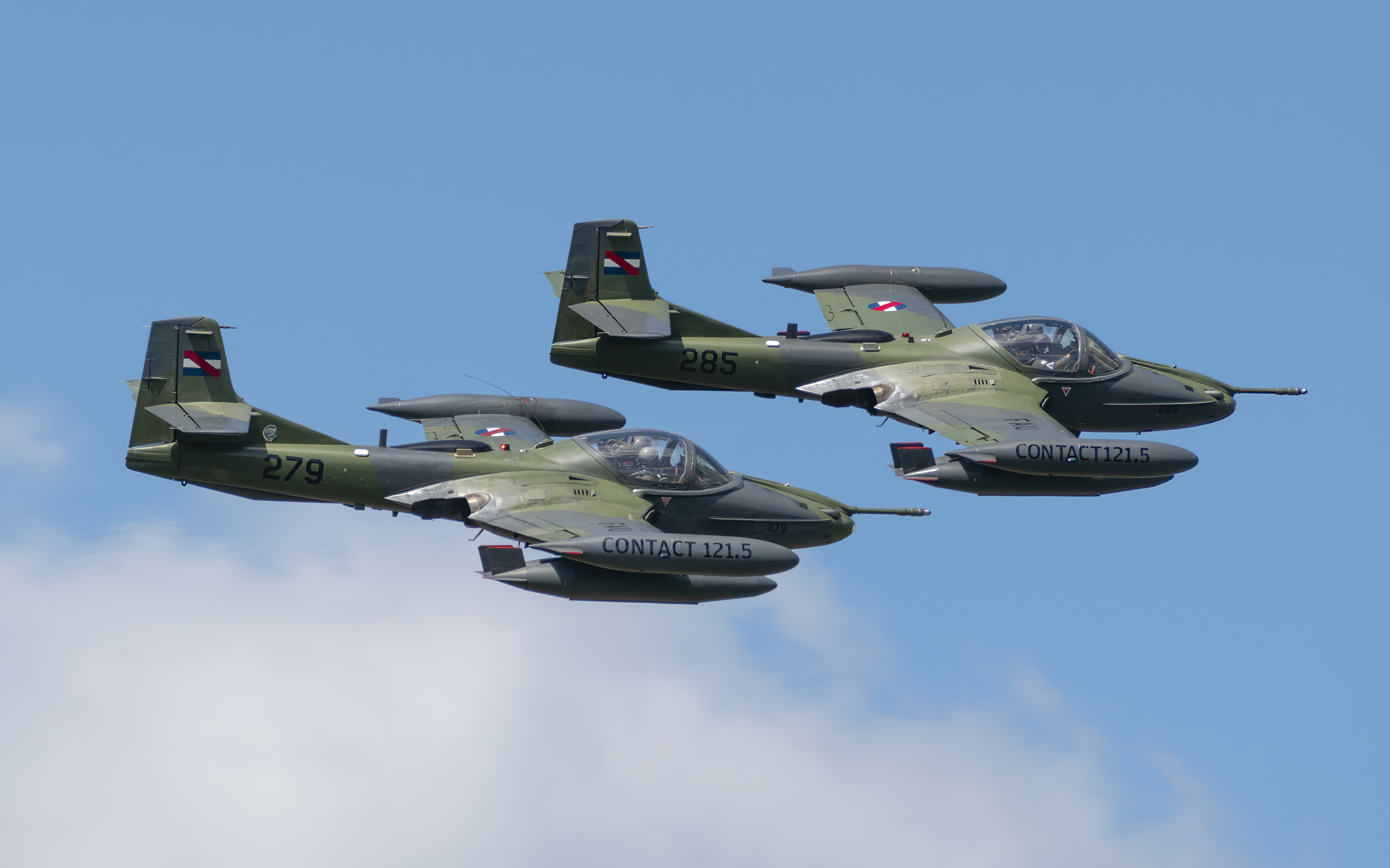
Formación durante una demostración aérea de dos A-37B (FAU 279 y FAU 285), pertenecientes a la Fuerza Aérea Uruguaya, año 2021.

La Fuerza Aérea consta de unos 2600 efectivos aproximadamente, y se encuentra organizada por el Comando General de la Fuerza Aérea, el Comando Aéreo de Operaciones, el Comando Aéreo Logístico, el Comando Aéreo de Personal, tres Brigadas Aéreas, Escuadrones Aéreos, Institutos, Servicios y demás Unidades.
Su flota de aeronaves de combate consiste única de aviones de ataque al suelo Cessna A-37B Dragonfly, mientras que como aviones de transporte se encuentran Lockheed KC-130H, Embraer C-95 Bandeirante, Embraer C-120ER Brasilia y CASA C-212-200 y C-212-300 Aviocar. Como aeronaves de enlace se encuentran Cessna U-206H Stationair.
Sus helicópteros consisten de Bell UH-1H Iroquois, Bell 212 y Eurocopter AS-365N2 Dauphin.
La Escuela Militar de Aeronáutica se encuentra en la Base Aérea General Artigas en Pando, Canelones; la Escuela Técnica de Aeronáutica en Toledo Sur, Canelones; y la Escuela de Comando y Estado Mayor Aéreo en la Base Aérea Capitán Boiso Lanza en Montevideo. Las aeronaves de entrenamiento consisten en aviones italianos Aermacchi SF-260EU y Pilatus PC-7U Turbo Trainer.

## Estructura
| Estructura de Mando de las Fuerzas Armadas | Estructura de Mando de las Fuerzas Armadas | Estructura de Mando de las Fuerzas Armadas |
| N°                                         | Comandante                                 | Nombre                                     |
| ------------------------------------------ | ------------------------------------------ | ------------------------------------------ |
| 1.                                         | Comandante en Jefe de las Fuerzas Armadas  | Yamandú Orsi                               |
| 2.                                         | Ministro de Defensa                        | Sandra Lazo                                |
| 3.                                         | Jefe del Estado Mayor de la Defensa        | General del Aire Rodolfo Pereyra Martínez  |
| 4.                                         | Comandante en Jefe del Ejército            | General del Ejército Mario Stevenazzi      |
| 5.                                         | Comandante en Jefe de la Armada            | Almirante General Jorge Wilson             |
| 6.                                         | Comandante en Jefe de la Fuerza Aérea      | General del Aire Luis Heber de León        |

## Rangos

### Personal superior
| Rama                |                   |                  |                    |                    |                   |                  |                    |               |  |
| ------------------- | ----------------- | ---------------- | ------------------ | ------------------ | ----------------- | ---------------- | ------------------ | ------------- |  |
| Ejército Nacional   |                   |                  |                    |                    |                   |                  |                    |               |  |
| General de Ejército | General           | Coronel          | Teniente Coronel   | Mayor              | Capitán           | Teniente primero | Teniente segundo   | Alférez       |  |
| Armada Nacional     |                   |                  |                    |                    |                   |                  |                    |               |  |
| Almirante           | Contraalmirante   | Capitán de navío | Capitán de fragata | Capitán de corbeta | Teniente de navío | Alférez de navío | Alférez de fragata | Guardiamarina |  |
| Fuerza Aérea        |                   |                  |                    |                    |                   |                  |                    |               |  |
| General del Aire    | Brigadier general | Coronel          | Teniente coronel   | Mayor              | Capitán           | Teniente primero | Teniente segundo   | Alférez       |  |

### Personal subalterno

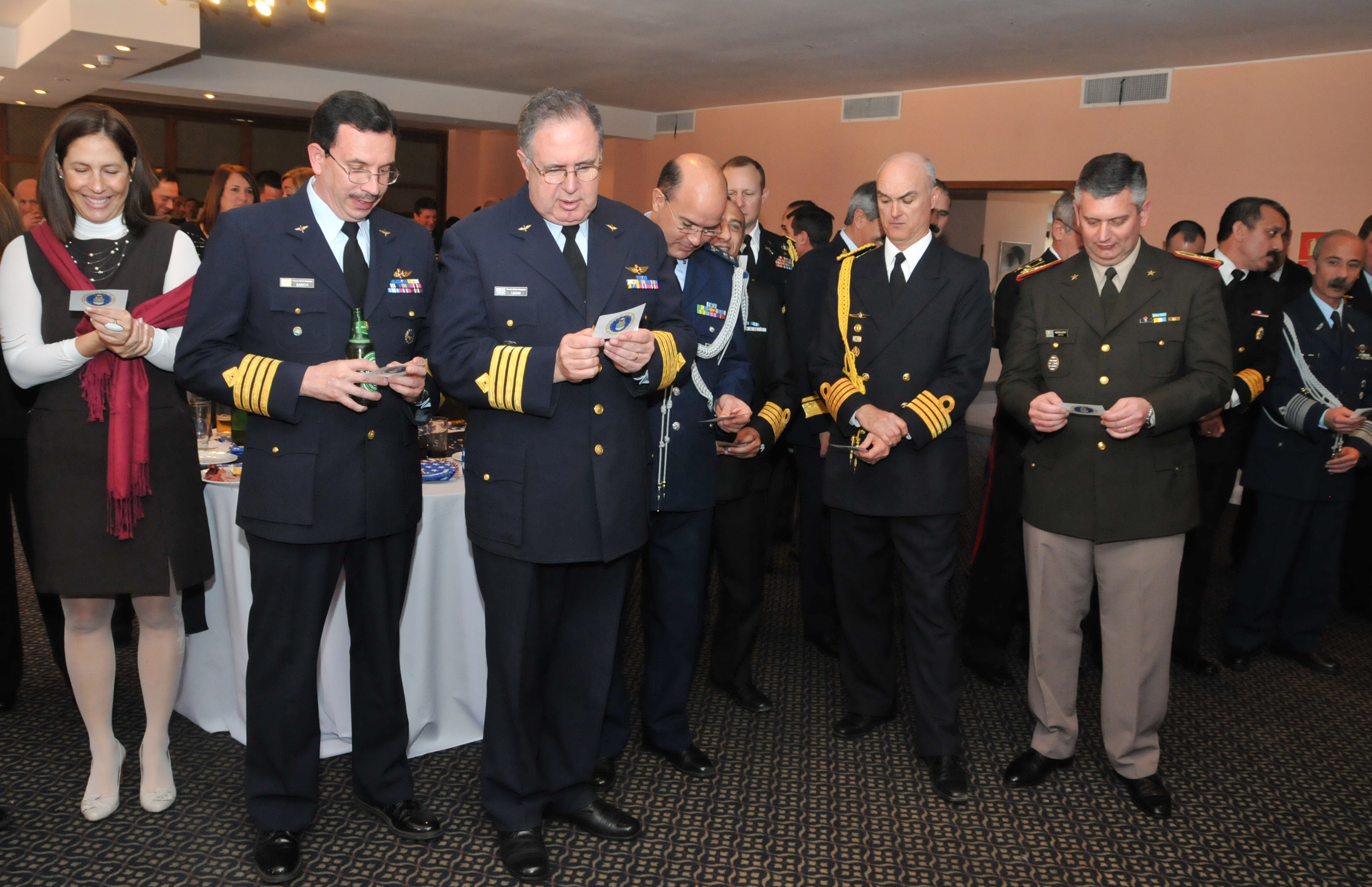
Oficiales uruguayos en el aniversario de la Fuerza Aérea en 2011.

| Categoría    | Ejército         | Armada              | Fuerza Aérea                              |
| ------------ | ---------------- | ------------------- | ----------------------------------------- |
| Suboficiales | Suboficial Mayor | Suboficial de Cargo | Suboficial Mayor o Supervisor Aerotécnico |
| Suboficiales | Sargento 1°      | Suboficial de 1ª    | Sargento 1° o Instructor Aerotécnico      |
| Suboficiales | Sargento         | Suboficial de 2ª    | Sargento o Aerotécnico Principal          |
| Clases       | Cabo de 1ª       | Cabo de 1ª          | Cabo de 1ª o Aerotécnico de Primera       |
| Clases       | Cabo de 2ª       | Cabo de 2ª          | Cabo de 2ª o Aerotécnico de Segunda       |
| Alistados    | Soldado de 1ª    | Marinero de 1ª      | Soldado de 1ª o Aerotécnico de Tercera    |
| Alistados    | Aprendiz         | Aprendiz            | Aprendiz                                  |

## Naciones Unidas

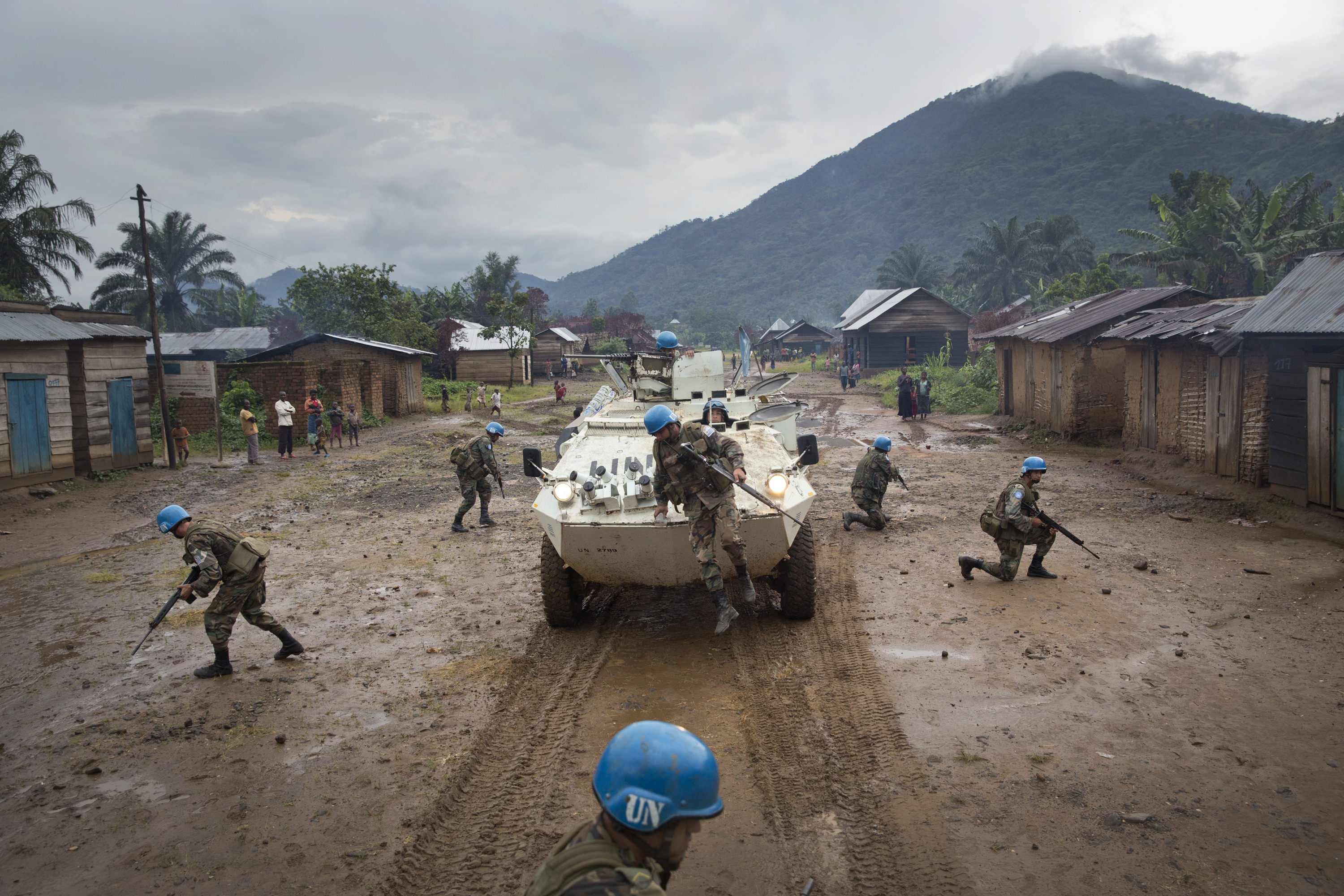
Soldados uruguayos en la misión de la MONUSCO en 2013.

A 2003, Uruguay cuenta con más de 3 000 soldados uruguayos en doce misiones de paz de las Naciones Unidas. Los contingentes más grandes se encuentran estacionados en la República Democrática del Congo y en Haití. En la península de Sinaí, se encuentra un destacamento de 85 hombres. Para el año 2020, casi 50 000 militares uruguayos han participado de las misiones de Paz de Naciones Unidas en lugares como el Congo, los Altos del Golán, India-Pakistán, Líbano, República Centroafricana y Colombia, entre otros. También hay fuerzas uruguayas comandadas por la ONU en el Sinaí. Desde 1993, son 35 los efectivos uruguayos que han fallecido en misiones de Paz.